# زیتا هانروت
زیتا هانروت (فرانسوی: Zita Hanrot‎؛ زاده ۱ ژانویه ۱۹۹۰) بازیگر فرانسوی است.
از فیلم‌های معروف او می‌توان به فیلم‌های مادام‌العمر، دوست‌دختر جدید و فاطمه اشاره کرد.